# Sid Meier
Sid Meier, właśc. Sidney K. Meier (ur. 24 lutego 1954 w Sarnii) – kanadyjski programista i projektant gier komputerowych. Twórca uznanych gier strategicznych, ceniony za zasługi w rozwoju przemysłu gier komputerowych. Dyrektor kreatywny w firmie Firaxis Games, której jest współzałożycielem.

## Kariera
W roku 1982 wraz z Billem Stealeyem założył firmę MicroProse. Podczas pracy w MicroProse Meier stworzył najbardziej znaną z jego gier, Civilization, choć osobiście zaprojektował tylko pierwszą odsłonę serii. Po wykupieniu firmy przez Spectrum HoloBytes i cięciach w kadrze, które w poszukiwaniu oszczędności zastosował nowy właściciel, Meier opuścił MicroProse i w 1996 roku wraz z Jeffem Briggsem założył Firaxis Games. Obecnie Firaxis zajmuje się kontynuowaniem serii rozpoczętych przez Sida Meiera i tworzy nowe części bądź remaki jego tytułów, np. Civilization IV czy Sid Meier’s Pirates!.
W roku 1996 wraz z Jeffem Briggsem pozyskał patent na system komponowania i syntezy muzyki w czasie rzeczywistym, wykorzystany w produkcie o nazwie C.P.U. Bach.
W roku 1999, Sid Meier jako drugi człowiek został uhonorowany członkostwem w Galerii Sław Akademii Nauk i Sztuk Interaktywnych (ang.: Academy of Interactive Arts and Sciences), zasiadając tam obok Shigeru Miyamoto z firmy Nintendo.
Meier nie zawsze jest głównym projektantem gier sygnowanych jego nazwiskiem. Na przykład głównym projektantem Civilization II, Sid Meier’s Alpha Centauri i Colonization był Brian Reynolds, Jeff Briggs był odpowiedzialny za Civilization III, a Soren Johnson projektował Sid Meier’s Civilization IV.
Meier w roku 2000 pracował z zespołem nad grą o tematyce związanej z dinozaurami, jednak 24 stycznia 2001 roku na blogu z zapiskami z postępów produkcji pojawiła się informacja, że projekt zawieszono. Pomimo prób z różnymi podejściami do mechaniki rozgrywki (turowej i czasu rzeczywistego), Meier stwierdził, że nie odnalazł rozwiązania dającego wystarczającą przyjemność z gry. W sierpniu 2005 powiedział: „Byliśmy nieustannie zajęci robieniem innych gier w przeciągu kilku ostatnich lat, więc gra z dinozaurami pozostaje na półce. Niemniej bardzo podoba mi się ten pomysł i chciałbym nad tym przysiąść, gdy tylko znajdę trochę czasu.”
W styczniu 2008 CMP Game Group ogłosiła, że Sid Meier na Games Developers Conference otrzyma nagrodę Lifetime Achievement Award.

## Życie prywatne
Meier obecnie mieszka w Cockeysville w stanie Maryland ze swoją żoną Susan i synem Ryanem. Małżonkę poznał w miejscowym Luterańskim Kościele Wiary, gdzie oboje śpiewali w kościelnym chórze.

## Nawiązania do osoby Sida Meiera w grach
- W Sid Meier’s Civilization i Civilization III Meier występuje jako doradca naukowy gracza.
- W samouczku zawartym w Civilization IV gracza instruuje trójwymiarowy model Sida Meiera, dla którego również udzielił głosu. W dodatku Beyond the Sword Meier również wypowiada cytaty dla nowych sześciu technologii dostępnych w rozszerzeniu[9].
- W Civilization IV Meier jest liderem barbarzyńców.
- Najwyższy stopień trudności gry w Civilization III nazwany jest „Sid”.
- W Alpha Centauri jest ukryta frakcja o nazwie „Firaxis”, której liderem jest Sid Meier.
- W Alien Crossfire jest ukryta frakcja o nazwie „Firaxians”, której liderem jest Sid Meier lub Brian Reynolds.
- Nazwisko Meiera nosi również jeden z trenerów w grze Major League Baseball 2K7.
- W Pirates! od czasu do czasu widać postać Meiera zamiast tajemniczego kupca w tawernie.
- Na pudełku z grą Sid Meier’s Railroads! w wersji PC Sid Meier przedstawiony jest jako magnat kolejowy w cylindrze i lokomotywą w lewej dłoni.
- W XCOM: Enemy Unknown Meier jest jednym z ukrytych żołnierzy, którego można odblokować poprzez nazwanie dowolnego żołnierza imieniem i nazwiskiem Sida Meiera[10].
- W grze planszowej Cywilizacja Poprzez Wieki Sid Meier pojawia się jako jeden z liderów, którego gracz może wybrać na przywódcę swojej cywilizacji[11].

## Gry
- Spitfire Ace (1982) – Pierwszy projekt, w którym Meier odegrał ważną rolę podczas procesu produkcyjnego.
- HellCat Ace (1982)
- Floyd of the Jungle (1982)
- NATO Commander (1984)
- Solo Flight (1984)
- Kennedy Approach (1985)
- F-15 Strike Eagle (1985) – jeden z pierwszych wojennych symulatorów lotniczych.
- Silent Service (1985) – symulator łodzi podwodnej z okresu II wojny światowej; pierwsza odskocznia Meiera od projektowania symulacji lotu samolotem.
- Sid Meier’s Pirates! (1987)
- F-19 Stealth Fighter (1988)
- F-15 Strike Eagle II (1989)
- Covert Action (1990)
- Railroad Tycoon (1990)
- Civilization (1991)
- Pirates! Gold (1993)
- Colonization (1994)
- Civilization II (1996)
- Magic: The Gathering (1997) – ostatnia gra Meiera nad którą pracował dla MicroProse.
- Sid Meier’s Gettysburg! (1997) – pierwszy RTS w dorobku Meiera.
- Sid Meier’s Antietam! (1998)
- Alpha Centauri (1999)
- Civilization III (2001)
- Sid Meier’s SimGolf (2002) – nie mylić z SimGolf z roku 1996 produkcji Maxis.
- Sid Meier’s Pirates! (2004) – remake wersji z 1987 roku.
- Civilization IV (2005)
- Sid Meier’s Railroads! (2006) – sequel Railroad Tycoon 3.
- Sid Meier’s Civilization Revolution (2008) – konsolowa wersja Civilization IV.
- Sid Meier’s Civilization IV: Colonization (2008) – remake Colonization stworzony na silniku gry Civilization IV. Nie jest to dodatek w dosłownym tego słowa znaczeniu, a oddzielna gra, która nie wymaga wersji podstawowej do uruchomienia.
- Civilization V (2010)
- CivWorld (2011) – Utrzymana w kreskówkowej konwencji gra działająca w przeglądarce internetowej na portalu społecznościowym Facebook.
- Sid Meier’s Civilization: Beyond Earth (2014)
- Sid Meier’s Civilization VI (2016)
- Sid Meier’s Civilization VII (2025)[12]